# Хомский, Ноам
Авра́м Но́ам (Ноум) Хо́мский (часто транскрибируется как Хомски или Чомски, англ. Avram Noam Chomsky [ˈnoʊm ˈtʃɒmski]; 7 декабря 1928, Филадельфия, штат Пенсильвания, США) — американский лингвист, политический публицист, философ

 и теоретик. Профессор лингвистики Массачусетского технологического института, автор классификации формальных языков, называемой иерархией Хомского. Его работы о порождающих грамматиках внесли значительный вклад в упадок бихевиоризма и содействовали развитию когнитивных наук. Помимо лингвистических работ, Хомский широко известен своими радикально-левыми политическими взглядами, а также критикой внешней политики правительства США. Сам Хомский называет себя либертарным социалистом и сторонником анархо-синдикализма.
«Нью-Йорк Таймс Бук Ревью» однажды написала: «Если судить по энергии, размаху, новизне и влиянию его идей, Ноам Хомский — возможно, самый важный из живущих сегодня интеллектуалов» (впрочем, как Хомский с иронией отметил, далее в этой статье выражается недовольство тем, что его политические работы, которые часто обвиняют «Нью-Йорк Таймс» в искажении фактов, «сводят с ума бесхитростностью»). По данным Arts and Humanities Citation Index, между 1980 и 1992 годами Хомский был самым цитируемым из живущих учёных и восьмым по частоте использования источником для цитат вообще.

## Имя
По-английски имя пишется Avram Noam Chomsky, где Avram (אברהם [avraham], в разг. речи нередко [avraam] под влиянием элиминации ה [h > нуль звука] во многих диалектах идиша) и Noam (נועם) — еврейские имена. Происхождение фамилии Хомский (Chomsky) топонимическое и происходит от названия местечка, а позднее (с 1793 года) города Хомска (Chomsk, в настоящее время в Дрогичинском районе Брестской области Беларуси). Англоговорящие же, как и он сам, произносят имя, как оно читается в соответствии с английскими правилами чтения: Эврэм Ноум Чомски(звук).

## Биография
Ноам Хомский родился в 1928 году в Филадельфии, штат Пенсильвания, в еврейской семье. Отец — гебраист, профессор Уильям Хомский (1896—1977, родился в местечке Купель Волынской губернии), мать — Элси Симоновская, родилась в Бобруйске. Родным языком родителей был идиш, однако в семье на нём не разговаривали.
С 1945 года Ноам Хомский изучал философию и лингвистику в Университете Пенсильвании. Одним из его преподавателей был профессор лингвистики Зеллиг Харрис. Именно он посоветовал Хомскому составить систематическую структуру какого-нибудь языка. Политические взгляды Харриса также оказали сильное влияние на Хомского.
В 1947 году Хомский начал встречаться с Кэрол Шац, с которой он познакомился ещё в детстве, а в 1949 году они поженились. У них было трое детей; они оставались в браке до её смерти в 2008 году. В 1953 году они жили в кибуце в Израиле. На вопрос, было ли пребывание там разочарованием, он ответил, что ему там нравилось, однако он не мог выносить идеологическую и националистическую атмосферу.
Хомский получил докторскую степень в Университете Пенсильвании в 1955 году, однако в течение предыдущих четырёх лет большую часть своих исследований проводил в Гарвардском университете. В докторской диссертации он начал развивать некоторые лингвистические идеи, которые затем раскрыл подробнее в книге «Синтаксические структуры» 1957 года.
В 1955 году Хомскому предложили место в Массачусетском технологическом институте (MIT), где с 1961 года он начал преподавать лингвистику.
Именно в это время он оказался вовлечённым в политику, примерно с 1964 года публично выступая против участия США во Вьетнамской войне. В 1969 году Хомский опубликовал книгу-эссе о Вьетнамской войне «American Power and the New Mandarins» («Американская держава и новые мандарины»). С этого времени Хомский стал широко известен благодаря своим политическим взглядам, выступлениям, а также ещё нескольким книгам на политические темы. Его взгляды, чаще всего классифицируемые как либертарный социализм, получили широкую поддержку среди левых и, одновременно, вызвали шквал критики со стороны всех других областей политического спектра. Несмотря на вовлечённость в политику, Хомский продолжал заниматься лингвистикой и преподаванием.

## Вклад в лингвистику
Наиболее известная работа Хомского «Синтаксические структуры» (1957) оказала огромное влияние на развитие науки о языке во всём мире; многие говорят о «хомскианской революции» в лингвистике (смене научной парадигмы в терминах Куна). Восприятие тех или иных идей созданной Хомским теории порождающей грамматики (генеративизма) ощущается даже в тех направлениях лингвистики, которые не принимают её основных положений и выступают с резкой критикой данной теории.
Со временем теория Хомского эволюционировала (так что о его теориях можно говорить и во множественном числе), но её фундаментальное положение, из которого, по мнению создателя, выводятся все прочие — о врождённом характере способности говорить на языке — оставалось незыблемым. Оно было впервые высказано в ранней работе Хомского «Логическая структура лингвистической теории» 1955 года (переиздана в 1975 году), в которой он ввёл понятие трансформационной грамматики. Теория рассматривает выражения (последовательности слов), соответствующие абстрактным «поверхностным структурам», которые, в свою очередь, соответствуют ещё более абстрактным «глубинным структурам». В современных версиях теории различия между поверхностными и глубинными структурами во многом стёрлись. Трансформационные правила вместе со структурными правилами и принципами описывают как создание, так и интерпретацию выражений. С помощью конечного набора грамматических правил и понятий люди могут создать неограниченное количество предложений, в том числе создавать предложения, никем ранее не высказанные. Способность таким образом структурировать наши выражения является врождённой частью генетической программы людей. Мы практически не осознаём эти структурные принципы, как не осознаём большинства других своих биологических и когнитивных особенностей.
Недавние версии теории Хомского (такие, как «Минималистская программа») содержат сильные утверждения об универсальной грамматике. Согласно его воззрениям, грамматические принципы, лежащие в основе языков, являются врождёнными и неизменными, а различия между языками мира могут быть объяснены в терминах параметрических установок мозга, которые можно сравнить с переключателями. Исходя из этой точки зрения, ребёнку для изучения языка необходимо только выучить лексические единицы (то есть слова) и морфемы, а также определить необходимые значения параметров, что делается на основе нескольких ключевых примеров.
Такой подход, по мысли Хомского, объясняет удивительную скорость, с которой дети изучают языки, схожие этапы изучения языка ребёнком вне зависимости от конкретного языка, а также типы характерных ошибок, которые делают дети, усваивающие родной язык, в то время как другие, казалось бы, логичные ошибки, не случаются. По мнению Хомского, невозникновение или возникновение таких ошибок свидетельствует об используемом методе: общем (врождённом) или зависящем от конкретного языка.
Идеи Хомского имели большое влияние на учёных, исследующих процесс усвоения языка детьми, хотя некоторые из них с этими идеями и не согласны, следуя эмерджионистским или коннективистским теориям, которые основываются на попытках объяснения общих процессов обработки информации мозгом. Впрочем, практически все теории, объясняющие процесс усвоения языка, пока являются спорными, и проверка теорий Хомского (как и других теорий) продолжается.

## Вклад в психологию
Работы Ноама Хомского оказали значительное влияние на современную психологию. С точки зрения Хомского, лингвистика является разделом когнитивной психологии. Его работа «Синтаксические структуры» помогла установить новую связь между лингвистикой и когнитивной психологией и легла в основу психолингвистики. Его теория универсальной грамматики была воспринята многими как критика устоявшихся в то время теорий бихевиоризма.
В 1959 году Хомский публикует критический обзор работы Б. Ф. Скиннера «Вербальное поведение».
Эта работа во многом проложила путь когнитивной революции, смены основной парадигмы американской психологии с бихевиоральной на когнитивную. Хомский отмечает, что бесконечное количество предложений, которые может строить человек, является веским основанием отвергать бихевиористскую концепцию обучения языку посредством подкрепления (закрепления) условного рефлекса. Дети младшего возраста могут складывать новые предложения, которые не были подкреплены прошлым поведенческим опытом. Понимание языка обусловлено не столько прошлым опытом поведения, сколько так называемым механизмом усвоения языка (Language Acquisition Device — LAD), являющимся внутренней структурой психики человека. Механизм усвоения языка определяет объём допустимых грамматических конструкций и помогает ребёнку осваивать новые грамматические конструкции из услышанной им речи.

## Взгляд на критику научной культуры
Хомский в корне не согласен с деконструкционистской и постмодернистской критикой науки:

Я провёл значительную часть моей жизни в работе над такими вопросами, используя единственные известные мне методы; те методы, которые осуждаются здесь как «наука», «рационализм», «логика» и так далее. Поэтому я читал различные работы, питая надежду, что они позволят мне «переступить» эти ограничения или, может быть, предложат совершенно другой курс. Боюсь, я был разочарован. Возможно, это моя собственная ограниченность. Достаточно часто «мои глаза тускнеют», когда я читаю многосложные рассуждения на темы постструктурализма и постмодернизма; то, что я понимаю, — это или в значительной степени трюизм, или ошибка, — но это лишь часть всего текста. Действительно, существует множество других вещей, которые я не понимаю, например, статьи по современной математике или физические журналы. Но здесь есть разница. Во втором случае я знаю, как прийти к пониманию, и делал это в особенно интересных для меня случаях; и я знаю, что люди из этих областей могут объяснить мне содержание с учётом моего уровня, так что я могу достичь желаемого понимания (пусть частичного). Напротив, похоже, никто не может объяснить мне, почему современный пост-то-или-это не является (по большей части) трюизмом, ошибкой или тарабарщиной, и я не знаю, как поступать дальше.
Оригинальный текст (англ.)
I have spent a lot of my life working on questions such as these, using the only methods I know of; those condemned here as "science", "rationality", "logic" and so on. I therefore read the papers with some hope that they would help me "transcend" these limitations, or perhaps suggest an entirely different course. I'm afraid I was disappointed. Admittedly, that may be my own limitation. Quite regularly, "my eyes glaze over" when I read polysyllabic discourse on the themes of poststructuralism and postmodernism; what I understand is largely truism or error, but that is only a fraction of the total word count. True, there are lots of other things I don't understand: the articles in the current issues of math and physics journals, for example. But there is a difference. In the latter case, I know how to get to understand them, and have done so, in cases of particular interest to me; and I also know that people in these fields can explain the contents to me at my level, so that I can gain what (partial) understanding I may want. In contrast, no one seems to be able to explain to me why the latest post-this-and-that is (for the most part) other than truism, error, or gibberish, and I do not know how to proceed.

Хомский отмечает, что критика «науки белых мужчин» имеет много общего с антисемитскими, политически мотивированными атаками нацистов, против «еврейской физики» во время существования движения «Deutsche Physik», направленными на очернение результатов, полученных учёными-евреями:

Фактически, сама идея «науки белых мужчин», боюсь, напоминает мне «еврейскую физику». Возможно, это ещё один мой недостаток, но когда я читаю научную работу, я не могу сказать, является ли автор белым и мужчина ли он. Это же справедливо в отношении обсуждения работы в классе, в офисе или где-нибудь ещё. Я сильно сомневаюсь, что небелые, немужского пола студенты, друзья и коллеги, с которыми я работал, были бы сильно впечатлены доктриной, согласно которой их мышление и понимание отличается от «науки белых мужчин» из-за их «культуры или пола и расы». Подозреваю, что «удивление» будет слишком мягким словом для их реакции.
Оригинальный текст (англ.)
In fact, the entire idea of "white male science" reminds me, I'm afraid, of "Jewish physics". Perhaps it is another inadequacy of mine, but when I read a scientific paper, I can't tell whether the author is white or is male. The same is true of discussion of work in class, the office, or somewhere else. I rather doubt that the non-white, non-male students, friends, and colleagues with whom I work would be much impressed with the doctrine that their thinking and understanding differ from "white male science" because of their "culture or gender and race." I suspect that "surprise" would not be quite the proper word for their reaction.

## Политические взгляды

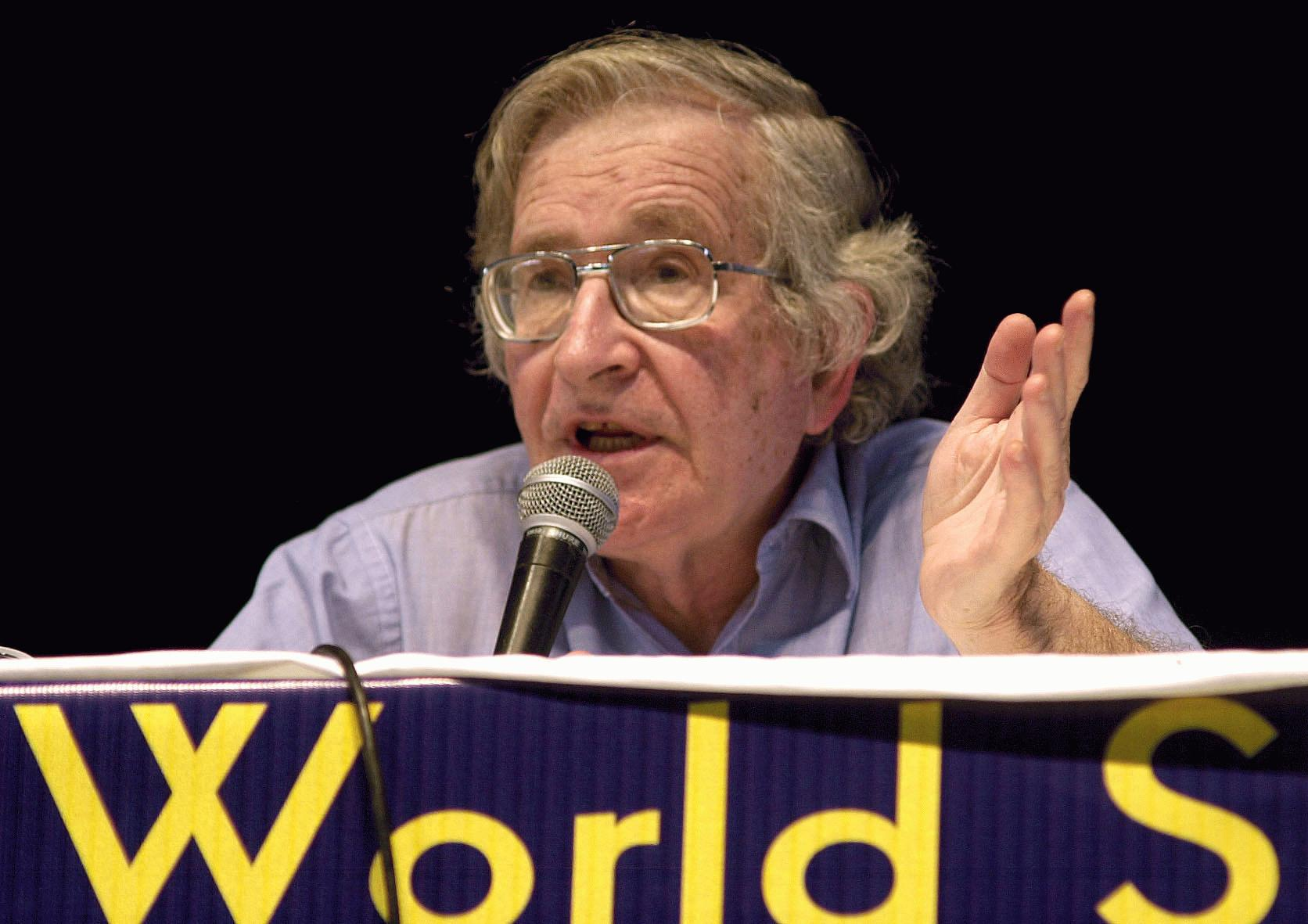
Ноам Хомский на Всемирном социальном форуме 2003 года

Хомский является одной из самых известных фигур левого крыла американской политики. Он характеризует себя в традициях анархизма (либертарного социализма), политической философии, которую он кратко объясняет как отрицание всех форм иерархии и их искоренение, если они не оправданы. Хомский особенно близок к анархо-синдикализму. В отличие от многих анархистов, Хомский не всегда выступает против избирательной системы; он даже поддерживал некоторых кандидатов. Он определяет себя как «fellow traveler» («попутчик») анархистской традиции, по контрасту с «чистым» анархистом. Этим он объясняет свою готовность иногда сотрудничать с государством.
Хомский также считает себя сионистом, хотя он отмечает, что его определение сионизма в наше время большинством рассматривается как антисионизм. Он утверждает, что такое расхождение во мнениях вызвано сдвигом (с 1940-х годов) в значении слова «сионизм». В интервью 2003 года «C-Span Book TV» он заявил:

Я всегда поддерживал идею еврейской этнической родины в Палестине. Это не то же самое, что еврейское государство. Существуют сильные доводы в поддержку этнической родины, но должно ли там быть еврейское государство, или мусульманское государство, или христианское государство, или белое государство, — это совершенно другой вопрос.
Оригинальный текст (англ.)
I have always supported a Jewish ethnic homeland in Palestine. That is different from a Jewish state. There's a strong case to be made for an ethnic homeland, but as to whether there should be a Jewish state, or a Muslim state, or a Christian state, or a white state — that's entirely another matter.

Социолог Вернер Кон, рассматривая отношения Хомского к отрицателям Холокоста (как ультраправым, так и ультралевым), отмечает, что Хомский всегда оправдывал свою позицию защитой свободы слова. В то же время он не воздерживался от выражения своих взглядов в неонацистских и других радикальных изданиях. Этот факт, а также рассмотрение его высказываний и аргументов показывают, что в основе его взглядов лежит антисемитизм.
В целом, Хомский не сторонник политических званий и категорий, и предпочитает, чтобы его взгляды говорили сами за себя. Его политическая активность заключается, в основном, в написании журнальных статей и книг, а также в публичных выступлениях. Сегодня он один из самых известных левых деятелей, особенно среди учёных и студентов университетов. Хомский часто путешествует по США, Европе и другим странам.
Хомский был одним из главных ораторов на Всемирном социальном форуме 2002 года.

### Хомский о терроризме
В ответ на объявление США «войны с терроризмом» в 1980-е и 2000-е годы, Хомский утверждает, что основными источниками международного терроризма являются ведущие мировые державы, например США. Он использует определение терроризма, используемое в руководствах армии США, описывающего терроризм как «преднамеренное использование насилия или угрозы насилия для достижения политических или религиозных идеологических целей через запугивание или принуждение». Поэтому он считает терроризм объективным описанием определённых действий, без учёта мотивов. Хомский отмечает:

Беспричинное убийство невиновных гражданских лиц — это и есть терроризм, а не война с терроризмом. («9-11», с. 76)
Оригинальный текст (англ.)Wanton killing of innocent civilians is terrorism, not a war against terrorism.

Цитата по поводу эффективности терроризма:

Во-первых, фактом является то, что терроризм работает. Он не терпит неудачу. Он работает. Насилие обычно срабатывает. Это мировая история. Во-вторых, это серьёзная аналитическая ошибка, говорить, как это общепринято, что терроризм — оружие слабых. Как и другие средства насилия, это в первую очередь оружие сильных, фактически в подавляющем большинстве случаев. Он рассматривается как оружие слабых, потому что сильные также контролируют систему доктрин, и их террор не считается террором. Это практически универсально. Я не могу припомнить исторического контрпримера, даже худшие массовые убийцы смотрели на мир таким образом. Например, возьмите нацистов. Они не проводили политику террора в оккупированной Европе. Они защищали местное население от терроризма партизан. И как в остальных движениях сопротивления, там был терроризм. Нацисты осуществляли политику контртерроризма.
Оригинальный текст (англ.)
… One is the fact that terrorism works. It doesn’t fail. It works. Violence usually works. That’s world history. Secondly, it’s a very serious analytic error to say, as is commonly done, that terrorism is the weapon of the weak. Like other means of violence, it’s primarily a weapon of the strong, overwhelmingly, in fact. It is held to be a weapon of the weak because the strong also control the doctrinal systems and their terror doesn’t count as terror. Now that’s close to universal. I can’t think of a historical exception, even the worst mass murderers view the world that way. So pick the Nazis. They weren’t carrying out terror in occupied Europe. They were protecting the local population from the terrorisms of the partisans. And like other resistance movements, there was terrorism. The Nazis were carrying out counter terror.
— 

### Критика политики США
Хомский является последовательным критиком правительств США и их политики. Он указывает две причины своего особого внимания к США. Во-первых, это его страна и его правительство, поэтому работа по изучению и критике именно их будет иметь больший эффект. Во-вторых, США являются единственной на текущей момент сверхдержавой и поэтому ведут агрессивную политику, как и все сверхдержавы. Впрочем, Хомский бегло критиковал и соперников США, таких, как Советский Союз.
Одним из ключевых устремлений сверхдержав, по утверждению Хомского, является организация и реорганизация окружающего мира в собственных интересах с использованием военных и экономических средств. Так, США вступили во Вьетнамскую войну и включающий её Индокитайский конфликт из-за того, что Вьетнам, или, точнее, его часть, вышла из американской экономической системы. Хомский также критиковал вмешательство США в дела центрально- и южноамериканских стран и военную поддержку Израиля, Саудовской Аравии и Турции.
Хомский постоянно акцентирует внимание на своей теории, согласно которой большая часть американской внешней политики базируется на «угрозе хорошего примера» (что он считает другим названием теории домино). «Угроза хорошего примера» заключается в том, что какая-либо страна могла бы успешно развиваться вне сферы влияния США, таким образом предоставляя ещё одну работающую модель для других стран, в том числе тех, в которых США сильно заинтересованы экономически. Это, по утверждению Хомского, неоднократно побуждало США к интервенции для подавления «независимого развития, невзирая на идеологию» даже в регионах мира, где у США нет значительных экономических или связанных с национальной безопасностью интересов. В одной из своих наиболее известных работ «Чего действительно хочет Дядя Сэм» Хомский использовал именно эту теорию для объяснения вторжений США в Гватемалу, Лаос, Никарагуа и Гренаду.
Хомский считает, что политика США времён «Холодной войны» объяснялась не только антисоветской паранойей, но в большей мере желанием сохранить идеологическое и экономическое доминирование в мире. Как он написал в «Дяде Сэме»: «Чего США действительно хотят, так это стабильности, что означает безопасность для верхушки общества и крупных зарубежных предприятий».
Хотя Хомский критикует внешнюю политику США почти во всех её проявлениях, во многих своих книгах и интервью он выражал восхищение свободой слова, которой пользуются американцы. Даже другие западные демократии, такие как Франция или Канада, не столь либеральны в этом вопросе, и Хомский не упускает возможность критиковать их за это, как, например, в деле Фориссона. Тем не менее, многие критики Хомского рассматривают его отношение к внешней политике США как атаку на ценности, на которых основано американское общество.
В отношении вторжения России на Украину в апреле 2022 года Хомский считал поддержку самообороны Украины законной и сказал, что Украине следует предоставить достаточную военную помощь, чтобы защитить себя, но не достаточную, чтобы вызвать «эскалацию». Но уже в мае того же года Newsweek отметил, что Ноам Хомский нашёл общий язык со своим давним политическим врагом Генри Киссинджером, который призвал Украину заключить мирное соглашение с Россией. По словам Хомского, это «система западной пропаганды» продвигает идею о том, что украинцы хотят больше оружия. Профессор раскритиковал США и Великобританию за то, что они не поддержали предложение по «разумному урегулированию» ситуации.
Ноам Хомский считает США бенефициаром конфликта на Украине. По его мнению, для Соединённых Штатов это выгодная сделка, поскольку они могут подорвать мощь вооруженных сил России — единственного своего реального военного соперника, потратив на это маленькую часть своего огромного оборонного бюджета. Продвигая собственные интересы США и Великобритания отвергли мирные переговоры, несмотря на опустошенную и разбитую Украину.

### Взгляды на социализм
Хомский является непримиримым оппозиционером к (его словами) «корпоративно-государственному капитализму», практикуемому США и их союзниками. Он — сторонник анархических (либертарно-социалистических) идей Михаила Бакунина, требующих экономической свободы, а также «контроля за производством самими трудящимися, а не владельцами и управляющими, которые стоят над ними и контролируют все решения». Хомский называет это «настоящим социализмом» и считает социализм в духе СССР похожим (в терминах «тоталитарного контроля») на капитализм в духе США, утверждая, что обе системы базируются на различных типах и уровнях контроля, а не на организации и эффективности. В защиту этого тезиса он иногда отмечает, что философия научного управления Ф. У. Тейлора явилась организационным базисом как для советской индустриализации, так и для корпоративной Америки.
Хомский отмечает, что замечания Бакунина о тоталитарном государстве явились предсказанием грядущего советского «казарменного социализма». Он повторяет слова Бакунина: «…через год … революция станет хуже, чем сам царь», апеллируя к той идее, что тираническое советское государство явилось естественным следствием большевистской идеологии государственного контроля. Хомский определяет советский коммунизм как «ложный социализм» и утверждает, что, вопреки общему мнению, распад СССР следует рассматривать как «маленькую победу социализма», а не капитализма.
В 1970-е гг. Хомский был среди тех левых интеллектуалов, которые утверждали, что преступления «красных кхмеров» в Камбодже «преувеличиваются» и «искажаются». В дальнейшем он был вынужден отбиваться от обвинений на эту тему, например, со стороны С. Жижека, но не изменил позиции.
В книге «For Reasons of State» Хомский отстаивает идею о том, что вместо капиталистической системы, в которой люди — «рабы зарплаты», и вместо авторитарной системы, в которой решения принимаются централизованно, общество может функционировать без оплачиваемого труда. Он говорит, что люди должны быть свободны выполнять ту работу, которую сами выбрали. Тогда они смогут поступать в соответствии со своими желаниями, а свободно выбранная работа будет и «наградой самой по себе» и «социально полезной». Общество существовало бы в состоянии мирной анархии, без государства или других управленческих институтов. Работа, которая принципиально неприятна всем, если такая найдётся, распределялась бы между всеми членами общества.

## Звания и награды
- Distinguished Scientific Contribution Award от Американской психологической ассоциации
- Стипендия Гуггенхайма (1971)[29]
- Мессенджеровские лекции (1976)
- Премия Киото (1988)
- Медаль Гельмгольца (1996)
- Медаль Бенджамина Франклина (1999)
- Премия Карла Осецкого[нем.] за достижения в области истории и политики (2004)
- Thomas Merton Award (2010)
- Премия Эриха Фромма (2010)
- Сиднейская премия мира (2011)
- Neil and Saras Smith Medal for Linguistics[англ.] (2014)

Премия Dorothy Eldridge Peacemaker и другие. Он двукратный призёр Orwell Award, вручаемой Национальным советом учителей английского языка за работу «Distinguished Contributions to Honesty and Clarity in Public Language» (в 1987 и 1989).
Почётный доктор (DLitt) Сент-Эндрюсского университета (2012).

#### На русском языке
- Хомский Н. 9-11 / пер. с англ. О. Никифорова, Ю. Подорога, К. Голубович. — 2001. — 160 с. — ISBN 5-8163-0029-6.
- Хомский Н. Прибыль на людях. Неолиберализм и мировой порядок. — М.: Праксис, 2002. — 256 с. — ISBN 5-901574-15-X.
- Хомский Н. Новый военный гуманизм. Уроки Косова / пер. с англ. Л. Переяславцева. — М.: Праксис, 2002. — 320 с. — ISBN 5-901574-26-5.
- Хомский Н. Государства-изгои. Право сильного в мировой политике / пер. с англ. В. Войткевич, П. Смирнова, О. Приходько. — М.: Логос, 2003. — 320 с. — ISBN 5-8163-0049-0.
- Хомский Н. Классовая война. Интервью с Дэвидом Барзамяном. — М.: Праксис, 2003. — 336 с. — ISBN 5-901574-36-2.
- Хомский Н. Несостоятельные Штаты: злоупотребление властью и атака на демократию / пер. с англ. В. Панова. — М.: Столица-Принт, 2007. — 480 с. — ISBN 978-598-13-2123-8.
- Хомский Н. Гегемония или борьба за Выживание: стремление США к мировому господству / пер. с англ. И. Харламова. — М.: Столица-Принт, 2007. — 464 с. — (Точка зрения). — ISBN 978-598-13-2109-2.
- Хомский Н. Государство будущего / пер. с англ. А. Керви. — М.: Альпина нон-фикшн, 2012. — 104 с. — ISBN 978-5-91671-163-9.
- Хомский Н. Будет так, как скажем мы! / пер. с англ. А. Глушаковой. — М.: КоЛибри, 2013. — 256 с. — ISBN 978-5-389-05750-0.
- Хомский Н. Как устроен мир? / пер. с англ. А. Ю. Кабалкин. — М.: АСТ, 2014. — 448 с. — (Политика). — ISBN 978-5-17-082586-8.
- Хомский Н. Системы власти. Беседы о глобальных демократических восстаниях и новых вызовах американской империи / пер. с англ. В. Глушаков. — М.: КоЛибри, 2014. — 256 с. — (Человек Мыслящий). — ISBN 978-5-389-07104-9.
- Хомский Н. Создавая будущее: Оккупации, вторжения, имперское мышление и стабильность = Making The Future. Occupations, Interventions, Empire and Resistance. — М.: Альпина нон-фикшн, 2015. — 316 с. — ISBN 978-5-91671-361-9.
- Хомский Н. Кто правит миром? = Who Rules the World?. — М.: РИПОЛ классик, 2019. — 416 с. — ISBN 978-5-386-13497-6.
- Хомский Н. Культ Государства / пер. с англ. Д. С. Дамте. — М.: Рипол-Классик, 2020. — 288 с. — (Фигуры Философии). — ISBN 978-5-386-12599-8.

## Фильмография
- Captain Fantastic / «Капитан Фантастик» (2016) упоминается Noam Chomsky / Ноам Хомский https://www.hdkinoteatr.com/drama/27602-kapitan-fantastik.html
- Manufacturing Consent: Noam Chomsky and the Media[англ.] (1992)
- Last Party 2000 (2001)
- Power and Terror: Noam Chomsky in Our Times (2002)
- Distorted Morality—America’s War On Terror? (2003)
- Noam Chomsky: Rebel Without a Pause (2003)
- «Корпорация» (2003)
- Peace, Propaganda & the Promised Land[англ.] (2004)
- On Power, Dissent and Racism: A discussion with Noam Chomsky (2004)[32]
- Lake of Fire[англ.] (2006)
- American Feud: A History of Conservatives and Liberals[англ.] (2008)
- Chomsky & Cie (2008)
- An Inconvenient Tax[англ.] (2009)
- The Money Fix» (2009)
- Pax Americana and the Weaponization of Space[англ.] (2010)
- Article 12: Waking up in a surveillance society» (2010)
- «Счастлив ли человек высокого роста?: Анимированная беседа с Ноамом Чомски» (2013)

## Публицистика
- Хомски: Признать «недочеловеками» («4th Media»), 8.01.2012
- Имперский путь. Часть I. Гегемония и её Альтернативы («TomDispatch[англ.]»), 14.02.2012
- Имперский Путь. Часть II. В перспективе — упадок Америки («TomDispatch[англ.]»), 15.02.2012
- Ноам Хомский: Кому принадлежит Земля? («Noam Chomsky: Who Owns the Earth?», «The New York Times»), 2013
- Ноам Хомски на рабкор.ru